# بيما رينشين
بيما رينشين (20 فبراير 1986 بتيمفو في بوتان - ) هو لاعب كرة قدم بوتاني في مركز الدفاع. شارك مع منتخب بوتان لكرة القدم. أما مع النوادي، فقد لعب مع نادي ييدزين ومنتخب بوتان لكرة قدم الصالات.

## وصلات خارجية
- بيما رينشين على موقع قاعدة بيانات كرة القدم.إي يو (الإنجليزية)
- بيما رينشين على موقع ناشيونال فوتبول تيمز (الإنجليزية)